# ザンスカール帝国の機動兵器
ザンスカール帝国の機動兵器（ザンスカールていこくのきどうへいき）は、テレビアニメ『機動戦士Vガンダム』や漫画『機動戦士クロスボーン・ガンダム ゴースト』などの「ガンダムシリーズ」に登場する架空の国家ザンスカール帝国に所属する架空の兵器モビルスーツ（MS）およびモビルアーマー（MA）などについて述べる。表記は五十音順。

## MS

### アビゴル
ベスパの開発した宇宙用可変試作MS。MS形態とMA形態に変形可能であり、ザンスカール帝国独自の「デュアルタイプ」というカテゴリに入る。同時代のMSと比較して遥かに大型となる20mを超えた体躯によってMS形態時は白兵戦でパワーを発揮し、MA形態時には手足を収納し重心を固定する事で宇宙を高速機動する。元々は新素材のテストを兼ねて開発された機体である上、機体サイズから胸部装甲も強化されており、コクピット周りの防御力も高い。
完成直後には調整不足から「ろくな性能も出ない」と酷評されるが、再調整後にはVガンダムを圧倒する性能を発揮する。後にガルグイユの原型機となっている。
武装
ビーム・サイス
MS形態時に使用。刃の部分がビームで形成される鎌状武器。
ビーム・カタール
MS形態時に使用。刃の部分がビームで形成されるジャマダハル状の武器。なお、1/144プラモデルの説明書はじめ、一部設定資料ではビーム・サイスとビーム・カタールの名称が相互に取り違えられているものがある。
ビーム・キャノン
頭頂部に装備され、MA形態での主武装となる。劇中ではMA形態時に砲口からビーム・シールドを形成していた。
ビーム・カッター
腕部および背面部に装備され、MA形態での近接武装となる。またカッター状のビームを射出することも可能。
ビーム・ネット発生器
敵機の行動を制限できる兵装。
ザンテツブレード
漫画版で、ビーム・サイスの代わりに装備する大型ビーム・サーベル。本装備で、1振りで2度の斬撃を行う「疾風二連斬り」、サーベルの刃を飛ばす「烈光飛翔斬」の技を使用する。

劇中での活躍
宇宙に上がったウッソ・エヴィンが初遭遇した敵機。パイロットは「人食い虎」の異名を持つゴッドワルド・ハイン。この時は機体不調で遭難していたが、ウッソの助けにより機体ともども原隊へ復帰する。
その後、カイラスギリー撤退戦で敗残兵の捜索を行っていたところにリガ・ミリティアと遭遇し、ウッソのVガンダムと交戦する。本来の性能を発揮し、機動力を生かした戦法でウッソを追い詰めるが撃墜されている。
漫画版では、疾風二連斬り、烈光飛翔斬を駆使するなどしてウッソのVガンダムをメインカメラを破壊するまで追い詰めるが、極限状態で覚醒したウッソに逆転負けを喫する。

### ガルグイユ
ベスパが開発した試作型水陸両用MS。水中を高速移動できるMA形態に変形可能。アビゴルを元に開発したため、変形システムがアビゴルとほぼ共通である。ザンスカール帝国はコロニー国家であり海洋を有しないことから、水中でのテストをほとんど行わないまま実戦投入したため、浸水などのトラブルが発生した。また、水中では威力の減衰するビーム兵器を多く採用しながらも、地上戦能力は高くない。
武装・装備
ビーム・ガン
腕部内蔵式ビームガンとも記述される。
3連魚雷ポッド
機首に装備。水中における対艦戦や対MS戦において使用されるが、地上での活動時は排除される。
ショットクロー
左腕に装備。射出可能な有線式兵装。
ミサイル
背部大型ミサイルとも記述される。

劇中での活躍
第16話に登場し、宇宙へ上がろうとするリガ・ミリティアの艦隊を攻撃し数隻の随伴艦を撃破している。試験不足のまま実戦投入されたため水中用MSとしては不十分な面も多く、ドゥカー・イクの搭乗機はコクピットに浸水を起こしている。
漫画『機動戦士クロスボーン・ガンダム LOVE&PIECE』では、0171年に稼働している機体が登場。腕部ビーム・ガンはなく作中でも変形はしていない。マシンガン的な火器を携行。ロッキー・シティを狙う集団の乗機として寒冷地で3機がマック・ストームのアンカー・ヘッドと交戦、いずれも損傷し2機の撃破が確認できるが、もう1機の去就は不明。

### ギガシィ
コロニー内警備用の小型MSで、周囲施設の被害を拡大しないよう火力は抑えられている。ベスパ製ではなく民間企業の開発した民生用の規格品である。全高4mとプチMS並みのサイズであり非常に小回りの利くことから、コロニー警察のほか、軍でも市街地や港湾部での警備部隊で用いられることが多い。スラスターも備えており、4本の脚部を収納して無重力下での航行形態を取ることが可能で、見た目に反して機動力は高い。武装はマシン・キャノンのみで、スラスター脇左右に2個ずつ予備弾倉がセットされており、専用のサブアームを介して交換可能。しかしマシンキャノンは対人・対地には効果があるものの対MS戦ではほとんど有効打とならない。不完全ながらもマニピュレータを備え、使い勝手がよく低廉だったことからザンスカール本国のアメリアやマケドニアコロニーなどサイド2周辺に大量に配備されていた。カラーリングはザンスカール配備機はオレンジ、マケドニア配備機はグレーを基調としている。
漫画『機動戦士ガンダムF90 ファステストフォーミュラ』の関連企画「月刊モビルマシーン」によれば、ランデッガー重工が開発した警護用プチMSのベストセラーとされる。
劇中での活躍
『Vガンダム』第24-28話および第31話に登場。ザンスカール本国に潜入したウッソのVガンダムやアメリアに空襲をかけに来たシュラク隊を迎撃するも一方的に倒される。マケドニアでも政府軍所属の機体が空襲をかけたカテジナのゲドラフの迎撃に出ているが、こちらでも相手になっていない。31話においてはザンスカール帝国の秘密警察が持ち込んだ機体が月面ネオ・カタルヘナ近郊でV2コアファイターと交戦するも、バルカン砲で撃破される。

### ゲドラフ
ベスパが開発した汎用量産型MS。機体本体を中央部に格納するタイヤ型兵装、アインラッドとのコンビネーションを前提にして開発された。開発系譜図ではゴッゾーラの発展型に位置し、ゲドラフ自体は同時代のMSと比較してもひと回り小型機となっている。アインラッドは2門のビーム砲、ミサイルランチャーに加え、タイヤの回転運動を活用することで、タイヤ自体が中威力程度のビームなら受け流せるほど防御力が高く、また直接タイヤで轢殺し攻撃することも可能な攻撃・防御の両面で高い能力を発揮する。しかし側面からは機体本体が丸見えになるため、両腕に装備したビーム・シールドを同時に展開することで、アインラッドの弱点である両側面への攻撃をガードする事が可能となっている。また、アニメーション作中においては単機での大気圏突入に耐えている。さらに作中ではゲドラフ側からワイヤーでアインラッドを振り回し、ヨーヨーの要領で打撃兵器としても運用する姿も見せた。ただし、アインラッドに防御面を含めた多くを依存するMSであるため、本体性能は従来機を若干上回る程度でしかなく、アインラッドを失った際は機動力や防御力が低下する。リガ・ミリティアの部隊も、当初は苦戦を強いられたが、ビームシールド発生装置を狙った後、機体を蹴り出すなど徐々に攻略法を見抜いていった。
劇中での活躍
ザンスカール本国空襲後に撤退していたリガ・ミリティアの追跡にあたっていたルペ・シノ隊の戦力としてルペやカテジナ・ルースらが搭乗。リーンホースの所在を秘匿していたマケドニアに対して空襲をかけ、政府軍所属のヘビーガンやギガシィを圧倒している。アジス機はマケドニアから脱出したウッソのコアファイターを追い詰めるが、V2ガンダムに乗り換えたウッソによりV1コアファイターを利用した戦法で撃破される。その後もリーンホース隊の追撃を続け、月面での戦闘ではカテジナがウッソ・エヴィンの母親であるミューラ・ミゲルを拉致している。ルペ・シノ、カテジナ、ゴズ・バールの搭乗する機体は地球浄化作戦に際した戦闘にてドッゴーラの直掩を行い、大気圏突入時にはカテジナ機がリーンホースへ奇襲をかけ、そのままV2ガンダムとともに大気圏に突入をかけたものの落下時の損傷が激しく、着水後に放棄されている。
その後も地球浄化作戦やエンジェル・ハイロゥ攻防戦にいたるまでベスパの量産機として登場を続けている。
漫画『機動戦士クロスボーン・ガンダム ゴースト』では、フォント・ボーがパイロットがいなくなった機体に搭乗し、シーブック・アノー搭乗のクロスボーン・ガンダム ゴーストと共にビブロンスと交戦している。続編の「機動戦士クロスボーン・ガンダム　DUST」では本機がベースとなった改造機のチャッペが出ている。

### ゲンガオゾ
ベスパが開発したサイコミュ搭載型試作MS。コンティオの発展型に位置する。エンジェル・ハイロゥにおける最終決戦に向けてゴトラタンやリグ・コンティオと共に、スーパーサイコ研究所にて開発された機体。ザンネックを失ったファラ・グリフォンが操縦する。
鈴を標本としたサイコミュを搭載しており、常にパイロットの士気を高める事が出来る。バック・エンジン・ユニットとの連携を得意とする。
武装
ビーム・ライフル
本機専用のライフル。マルチプル・ビーム・ランチャーを持つ事から出力は通常機レベルとなる。
ビーム・メイス（ビーム・サーベル）
伸縮自在のビーム・サーベル。サーベルとしての機能の他、基部を伸ばして先端にビームで複数の棘が付いた玉を形成させたメイスとして使用することが可能。また、アイドリング時はビームが球状となり、その状態でも使用可能。
バック・エンジン・ユニット
MS本体から分離し独立稼働が可能な大型のスラスターユニット。ドッキング・クローによる本体との結合時は機動性を増強し、その推力によって機体を大気圏内飛行させる。分離時には、サイコミュ制御式の遠隔兵器としてオールレンジ攻撃が可能。後述のマルチプル・ビーム・ランチャーをヒンジとしてウイングを展開し独立飛行する。その際のゲンガオゾ本体は、肩部や機体後部スカートのスラスターによって行動する。
それまでサイコミュによるオールレンジ攻撃兵器はファンネルや本体分離型の有線式によるものが一般的であったが、本機はこのバック・エンジン・ユニットにサイコミュ・システムを搭載することで、新たなオールレンジ攻撃を可能とした。分離状態での稼働時間も非常に長く、劇中ウッソに「エネルギー・パックは無尽蔵なの！？」と驚愕されている。
マルチプル・ビーム・ランチャー
バック・エンジン・ユニット上に3連装ビーム砲が5基連結した武装。
収束・拡散と多目的な用途が可能。5基同時発射以外にも、5基それぞれパイロットの任意のタイミングで個別に発射することもでき、単機で大火力の波状オールレンジ攻撃を可能としている。サイコミュによる制御を示唆する資料も見られる。

劇中での活躍
『Vガンダム』第44話よりザンネックを失ったファラの乗機として登場。近衛師団のカリンガのホワイトアーク隊への復讐を背後から支援し、キスハール機から脱出したシャクティ・カリンを確保する。その後のエンジェル・ハイロゥ空域での戦闘では、タシロの反乱を成功させるため周辺空域を制圧、ウッソのV2バスターと交戦。バック・エンジン・ユニットを駆使したオールレンジ攻撃でバスター装備を破壊し追い詰める。しかし戦闘に割って入ったマーベットを攻撃しようとした際に2つの命を感じ取ったことで一瞬の動揺が生まれ、その隙にウッソのV2ガンダムにより撃破され爆散する。
漫画『機動戦士クロスボーン・ガンダム ゴースト』では、キゾ中将支配下のマリア・シティを包囲するザンスカール本国の部隊の機体として2機登場している。
製作エピソード
機体デザインを担当した石垣純哉によると、デザインされた当初は「風神」をモチーフにした「ゴクアック」という名のMSで、「雷神」をモチーフにした「ザンコック」（後のザンネックの元となったMS）と同時に登場する予定であったとのこと。しかし「バック・エンジン・ユニットに（太鼓状の）マルチプル・ビーム・ランチャーを設けた結果、こちらが雷神のようになってしまった」とも語っている。

### ゴッゾーラ
地球降下作戦に際して判明した地上用MSの問題点の抽出と改善法を確認するべく、ベスパが開発した諸技術を地上でテストするために製作した試作MS。ラゲーン基地駐留軍の試験中隊においてシャッコーやメッメドーザとともに配備された。
ベスパ製MSで一般的に採用されている複合複眼式マルチセンサーではなく、地上での対ゲリラ戦を想定した高精度の対物・対人センサーを搭載しているのが特徴。これは全方位タイプセンサーと呼ばれるもので、複合複眼式センサーの素子一つあたりをさらに小型化し、ユニットにかかる負担を軽減したものである。人間の目では見えているが認識していないことで脳に対する情報への負荷を軽減しており、その機能をセンサーとして再現することを目的として開発したもので、この機体はいわば頭部全体を「目」とした構造となっている。複合複眼式センサーでは光学的な「視差」を利用して距離を計測しているために左右に独立したセンサーとなっているが、このタイプでは収集できる情報単位量が増加したため、左右に独立する必要性がなくなり単体のセンサーとなった。これにあわせて単体のセンサー群で収集した情報から演算するためのソフトウェアの評価もこの機体で行われた。
しかしこの機体の主な開発目的は重力下における稼動試験であり、特に効率化したトリニティタイプのビーム・ローターの有効性テストであり、スラスターも出力が強化されたものが搭載された。兵装面はゾロより強化されたがそれほどの火力はなく、シャッコーより運動性と索敵能力が優れていたにもかかわらず量産化されなかった。
武装
ビーム・ライフル
ガルグイユを除いたベスパ製試作機共通のタイプ。後にゾリディアで制式採用される。
ビーム・ガン兼用ビーム・サーベル
胸部に内装された火器。ビーム・キャノンとする資料もある。使用時には前面にスライドして射撃体制をとる。本体内蔵火器のため、射角に制限があり精度が劣るのが難点とされる。近接戦闘時には取り外してビーム・サーベルとして展開することが可能。
ベスパのMSのビーム・サーベルは全機種に適合するよう製造されており、ビームガン兼用の大型と収納性のための小型化に大別される。
ビーム・ローター
効率化・省電力化の観点から、発振口を従来の4つから3つにしてエネルギー効率の改善を図った試作タイプ。後に発生器の出力を向上させた発展型がドムットリアに採用された。
マルチ・ランチャー
大腿部に9基ずつ設置された対地・対空用を主として想定された装備。口径さえ合えばあらゆる弾頭が使用可能。

劇中での活躍
『Vガンダム』第5話に登場。仲間を失い、自身も撃墜され負傷したパイロットであるガリー・タンが、出撃を制止されていたにもかかわらず復讐のために組み立てが完了したばかりの本機を独断で持ち出し、リガ・ミリティアの秘密工場を急襲する。新型センサーを駆使してリガ・ミリティアの秘密工場を見つけ出し、空襲して甚大な被害を与える。しかしVガンダムと交戦後相討ちとなり機体は両断され、ガリーは捕虜となっている。なお劇中では胸部ビーム・ガンを装着したままの状態で3本目のビーム・サーベルを使用している。

### ゴトラタン
専用ジェネレーターを内蔵する大型メガ・ビーム・キャノンの運用を前提として開発された試作MS。ザンネックの機能を発展させた後継機に位置し、カテジナ・ルースが専属パイロットを務める。
エンジェル・ハイロゥにおける最終決戦に向けてリグ・コンティオやゲンガオゾと共に、スーパーサイコ研究所にて開発された。スーパーサイコ研究所で建造された本機はサイコミュを搭載するが、ビットやファンネルのような遠隔攻撃端末はなく、機体管制にサイコミュ能力のほとんどが充てられている。戦闘の際はパイロットに幽体離脱にも似た第二の自分を錯覚させる。
キャノンユニット搭載による重量増を補うため、機体各所にはスラスターを備え、さらにはキャノン・ユニットにもスラスターを備える事で高い機動性を発揮する。宇宙用の機体であるが、重力下での運用も可能であり、完全型のミノフスキー・フライト・ユニットをキャノン・ユニットに装備する予定も存在したとされる。一方で機体に内蔵された兵装は接近戦用のものがほとんどであり、接近戦の際はその妨げにならないようキャノンの砲身が背部へ折り畳まれる。
当機体と並んでベスパ最強クラスのMSであるリグ・コンティオとは型式番号が連番となっており、2機によるコンビネーション（リグ・コンティオが前衛、ゴトラタンが後衛）を想定して開発されたともされている。
武装・装備
メガ・ビーム・キャノン
長距離・対艦用のキャノン・ユニット。ザンネックの超長距離狙撃砲（ザンネック・キャノン）の運用性を高めたもので、射程こそ及ばないものの火力はほぼ同等。さらにジェネレーターを内蔵していることからチャージに1秒もかからない利点があるなど、様々な取り回しの良さが評価されたと言われる。
非使用時は背部に折り畳まれており、使用の際は1秒未満での即時展開が可能。その際はモーメント・バランスと照準の調整のため砲身にまで内蔵されたアポジモーターが作動する。ビーム砲の砲門は2門備えており、V2ガンダムのメガ・ビーム・ライフルに匹敵する威力を持つ。
また、ユニット展開時は肩部にマイクロ・ミサイル・ポッドも配置され、敵機接近時には牽制に用いられる。
なおユニットはパイロットの判断で切り離しも可能。
ビーム・ライフル
対艦用のメガ・ビーム・キャノンを備えていることから、取り回しの良いショートレンジ用のライフルを携行する。
ビーム・トンファー
腕部に装備。非使用時は格納されているが、使用時に展開する。ビーム・サーベルに比べて取り回しに優れる。ビーム・シールドも展開可能。
頭部ビーム・カッター
頭頂部に装備。前面に展開する事も可能なビーム・サーベルで、敵に予想外の一撃を与える。

劇中の活躍
『Vガンダム』第49話から第51話にかけて登場。アドラステアのパイロットのカテジナに与えられる。メガ・ビーム・キャノン砲で連邦およびリガ・ミリティア艦隊に大打撃を与えた他、MS戦ではカテジナの鬼気迫る戦い振りも相まってシュラク隊のフラニー、ミリエラ、ユカ、コニーやオデロを撃墜するなど多大な戦果を上げる。エンジェル・ハイロゥでウッソのV2ガンダムと死闘を繰り広げ追い詰め、最後はエンジェル・ハイロゥ内部で待ち伏せしてメガ・ビーム・キャノンを放つも、V2ガンダムが発生させた最大出力の「光の翼」に弾き飛ばされる。その後の行方は不明。

### ザンスパイン
ゲーム『SDガンダム GGENERATION-F』に登場するオリジナルMSのひとつ。ザンスカール帝国のタシロ派が月の巨大企業から奪取したミノフスキー・ドライブの技術を元に開発した高性能MS。開発はタシロ・ヴァゴ大佐の密命によって行われ、ザンスカールのほか、フォーミュラシリーズに携わった元サナリィのスタッフも関わり、リガ・ミリティアの最新鋭MSよりも高性能となった。パイロットにはファラ・グリフォンが予定されており、タシロはこの機体を内部抗争における自陣営のフラグシップ機として運用する目算を立てていたものの、完成を見たのは彼の戦死後であった。また、パイロットとして予定されていたファラも戦死したため、機体はザンスカール本国に遺されたままとなり表舞台に出る事はなかった。
『SDガンダム GGENERATION SEED』では、スペシャルアタックの際に目の中の縦線が消えてザンスカール系統の猫目からガンダムタイプの顔に変化する演出があったが、『SDガンダム GGENERATION SPIRITS』以降は省略された。
武装
ビーム・ライフル
専用のライフル。
ビーム・シールド
両肩に装備され、発生面を調整することで機体全体を覆うことも可能。
ビーム・ストリングス
両肘の射出装置に内蔵され、射出時には装置が前にせり出す。従来型よりも小型化されている。
ベル・ビット
異なった形状の物が2つずつ重なって両肩に装備されている。鈴の音によって相手に幻覚を見せる事もできる。
ミノフスキー・ドライブ・ユニット
背中のミノフスキー・ドライブ・ユニットはV2ガンダムのものとは異なり、左右に展開する事が可能。また、取り外してビームファンとして運用する事も可能となっている。その際には腰部後方に装備された第3のミノフスキー・ドライブ・ユニットをメインスラスターとして使用する。

備考
デザインは片桐圭一郎が担当した。

### ザンネック
「ミニ・ビッグ・キャノン」の異名を持つ、サイコミュ搭載超重攻撃MS。ザンスカール帝国のニュータイプ研究機関であるスーパーサイコ研究所が開発した、ウルトラハイエンド機の一機種に数えられる。本機は15mサイズのMSが一般的な宇宙世紀0153年においては第１期MS並みに大型のため、母艦であるアマルテア級シュバッテンの格納庫には入ることができず、同艦のカタパルトから直接離発着し、整備も甲板上で行う。
鈴を媒介としたサイコミュ・センサーを搭載しており、パイロットのファラ・グリフォンの知覚を拡大。周辺宙域に展開する敵パイロットの脳波－－ファラは“気”とも表現する－－を感知する事で、宇宙世紀ではMS登場以前から“不可能”とされているミノフスキー粒子散布環境下における長距離索敵を行う。本機は静止衛星軌道上から地表を攻撃できるほどの超長距離砲撃能力を有しているだけでなく、専用のサブ・フライト・システムとの連携によって大型MSでありながら優れた機動性を発揮し、戦術級の火力の柔軟な運用を可能とする。
機体構成としては、両肩にザンネック・キャノンのための粒子加速器を備え、頭部パーツはその特殊性からスペシャルメイドとなっている。
武装・装備
ザンネック・キャノン
ザンネックの主砲であるビーム・ランチャー。20mの大型砲ゆえにキャノンと呼称される。両肩のメガ粒子加速器によって成層圏から地表を狙い撃てるほどの超長距離射撃が可能。Eパックを備え、非使用時は折り畳まれる。
メガ粒子加速器
両肩に備えたザンネック・キャノンのための加速器で、使用の際はビームに見えるメガ粒子が回転する。尚、内部には射角の変更が可能な小型ビーム砲が複数設けられており、キャノン非稼働時には死角から接近する敵機を迎撃する。更に対ビーム・バリアとしての機能も持っており、後述の専用SFSザンネック・ベースと組み合わせて用いることで、全周囲の対ビーム防御を可能とする。ゲーム作品では『機動戦士ガンダム ガンダムVS.ガンダム NEXT』において、ザンネックの機体を包む球状バリアとして再現された。
非使用時は背部に折り畳まれる。
胸部ミサイル・ランチャー
胸部下側の左右に内蔵した、2基の7連装ミサイル・ランチャー。射角が機体前方に限定されるが、多数の弾頭を発射可能。近接防御用の兵装だったとみられ、機体前方に弾幕を展開することで敵機をけん制する用途などに用いられる。
ビーム・サーベル
劇中では未使用。
ザンネック・ベース
ザンネック・キャノン発射時の機動性低下を補うために用意された円盤型の、大気圏内外両用フライトシステム。単独での大気圏再突入、離脱が可能という破格の高性能を誇っており、これによってザンネックは高々度を長時間飛行し、機体を成層圏から地上へ降下させ、また成層圏へ上昇させることが可能となっている。低高度からの狙撃を防ぐため底面にはビーム・シールド発生器を備え、ミサイル・ランチャーも装備される。
更には「断じる事は出来ない」と前置きしたうえで、この装備がサイコミュによって制御されていると推察した資料も見られる。
ビーム・サイズ
漫画版で使用。正式名称は不明。アニメでアビゴルが使用するビーム・サイスとは形状が異なる。先端には鋭利な突起が付いたワイヤーが仕込まれており、敵機の拘束や頭部の刺突に用いられる。本装備で「死神の魔手（デス・イビルハンド）」の技を使用、V2ガンダムの真・V字斬を受け止めた。

劇中の活躍
第40話「超高空攻撃の下」より登場。エンジェル・ハイロゥ完成間近となった宇宙世紀0153年6月8日に、時間稼ぎとして締結していたザンスカール帝国と地球連邦軍の休戦協定を破り、ラゲーン基地とそこに駐機しているリガ・ミリティア艦隊旗艦リーンホースJr.を、成層圏外からの超長距離射撃で攻撃。ラゲーン基地に大損害を与えている。この攻撃によって休戦協定は破棄され、帝国と連邦の戦闘が再開されることとなる。
エンジェル・ハイロゥ攻防戦が開始されると、その絶大な攻撃能力をもって、単機でありながらリガ・ミリティアと連邦軍の連合艦隊を追い込んでみせる。その後、戦況を打開するため突出してきたV2ガンダムと戦闘に入るが、ファラはサブシートに同乗させていたキルにザンネックを任せ、自身はV2の前に生身を晒すという搦め手でウッソの動揺を誘う。戦闘を優位に進めるザンネックだったが、戦線に追い付いてきた地球連邦軍の部隊に邪魔をされ、V2に形勢を立て直す隙を与えてしまう。最後は、ウッソによる多数のトップ・リムとボトム・リムを用いた突撃戦法（質量弾）により各種防御を破られ撃破されるが、ファラは直前に脱出、タシロ艦隊旗艦シュバッテンに戻っている。
漫画版『Vガンダム』では大量のMSの首を切断し、ビーム・サイズのような武器に団子状に串刺しにしている。
漫画『機動戦士クロスボーン・ガンダム ゴースト』ではテストパイロット搭乗の上で、キゾ中将が支配するマリア・シティ殲滅戦に1機が試験投入され、ローズマリー・ラズベリーが駆るVガンダム・ヘキサ（リア・シュラク隊仕様）を衛星軌道からの一射で撃破している。更にそのまま拠点攻撃を敢行するが、「サーカス」所属機バイラリナとの超長距離狙撃戦の末に撃破される。
製作エピソード
機体デザインを担当した石垣純哉によるとデザインされた当初の構想では、雷神をモチーフにした「ザンコック」という名のMSであり、風神をモチーフにした「ゴクアック」と対になる予定であった（こちらは後にゲンガオゾに発展した）。書籍『ニュータイプ100%コレクション Vガンダム vol.2』に掲載されているラフ画集には、ザンネックの案のひとつとなった機体「ザンコック」が描かれている。

### シャイターン
ベスパが開発した拠点防衛用MS。戦略的に、首都防衛の必要が想定されたために開発された機体である。
開発系譜図ではゴッゾーラの武装強化型に位置するが、機体の外観にゴッゾーラの名残はなく重い鎧を着込んだようなデザインとなっている。頭部のイメージセンサーも一般的なザンスカール製MSのような複合複眼式マルチセンサーではなく、一体型・非開閉式のセンサーを搭載している。基本的に迎撃を目的としているために、内蔵ビーム砲だけで8門という重武装が施されている。機体サイズはこの時代としては大型の部類に入り、これは運動性によって敵機と近接戦闘を行うことを目的としておらず、航続距離を犠牲にしているためである。一方でスラスターやアポジモーターによって高い機動力は誇る。移動砲台として機能し、破格の防御力と戦艦に匹敵する火力を持つ。あくまで拠点防衛用の機体であるため長距離の戦闘には向かず、学徒練成に使用されたためその性能は発揮できなかった。
武装・装備
ビーム・キャノン
「ショルダービーム・キャノン」と「足部ビーム・キャノン」をそれぞれ二基ずつ装備する。
ビーム・ガン
「胸部ビーム・ガン」と「脚部ビーム・ガン」をそれぞれ二基ずつ装備。ビーム・キャノンと合わせて大小8基のビーム砲によって死角のない攻撃が可能で、全放射による対空防御攻撃の際は複数の敵機を同時に撃破可能とする。
ビーム・シールド
腕部に装備。
ビーム・ライフル
銃剣型ビーム・サーベルを搭載したもの。

劇中での活躍
学徒兵であるニコライとパトリックが搭乗し、ザンスカール本国付近の哨戒にあたっていたが、本国アメリアコロニーに潜入しようとしていたウッソらと遭遇し交戦状態となる。素人同然の操縦では太刀打ちできず、機体の特性を生かすことなくVガンダムに拿捕され、機体を放棄させられる。その後、劇中では登場していない。

#### ギギム
漫画版『Vガンダム』の第6章に登場。パイロットはギンザエフ大尉。アニメ版のシャイターンと酷似した外見を持つが、同機とは異なり格闘戦に特化した機体となっている。
技（ギギム）
ギギムセメントクラッシュ
関節技。相手MSの関節に負荷をかけて破断させる。
内破砕衝撃波（バーニングソニック）
MSの掌底から衝撃波を放つ。相手MSは破壊せず、パイロットに直接ダメージを与える。
千裂張手（サウザンドプレッシャー）
無数の張手を繰り出す。なお、繰り出す張手の大半は目くらましで、実体は闘気を纏っていることからウッソには見破られた。
超重量頭突き（ギガトンヘッドバット）
相手MSに頭突き攻撃を行う。
劇中での活躍（ギギム）
ギンザエフがコロニー防衛のため搭乗。ジュンコのガンイージを大破させ、マーベットを戦闘不能に追い込む。続けてウッソのVガンダムと交戦、技の応酬の末に敗北するが、機体の全損は免れている。

#### シャイターン（近衛師団仕様）
劇中未登場。『NEWモビルスーツバリエーション・ハンドブック第2集』が初出。儀礼用として外見的な威容を高めており、肩部のビーム・キャノンがそれぞれ2門に増やされ、胸部ビーム・ガンもロングバレルのものに換装されている。手持ち武器にはコロニー内での戦闘を考慮し、敵MSのエンジンを破壊しないためにロング・スピア・アックス（ハルバード）が選ばれ、その威容もあいまって女王の謁見式などの儀式に好んで用いられたとされる。そのため機体各所にエングレービングが施されていた。

### ジャバコ
近接格闘戦闘を重視して開発された汎用量産型MS。コンティオの設計思想を踏襲しており、コクピットの配置などに共通性が見られる。三つのセンサーと側頭部に伸びるアンテナから、探知・索敵能力はかなり高いとされる。地球クリーン作戦での運用も想定されていたためアインラッドとの連携も可能であるが、整備が完了したのは停戦協定締結後である。また、宇宙での運用も可能であるが、生産数は多くない。脚部側面にはハードポイントが設置されており、オプション兵装の運用も想定されていた。
武装・装備
ヒート・ロッド
両腕に装備。円柱状の下腕部内に巻き取られるように格納されている。これによる編隊攻撃で敵機の捕獲も可能。
ビーム・シールド
肘部に装備。基部は本機独自の円盤状で、ヒート・ロッドの格納装置と一体になっている。
ビーム・ライフル
ビーム・シールドとヒート・ロッドの兼ね合いから、ビーム・ライフルは干渉しないよう独自の機構の物が与えられた。

劇中での活躍
『Vガンダム』第37話より登場。ヨーロッパ近郊でドゥカー・イク率いるリシテア級「エム」が停戦協定を無視してホワイトアーク隊に攻撃を仕掛けた際、イク自ら乗り込みツインラッドに搭乗して出撃する。ホワイトアークを追い詰めるも、友軍機が撃破されたことで艦へ帰還し、イクは指揮に移っている。第38話にも登場しているが、その後の状況は不明。第50話ではモトラッド艦隊所属機がアドラステアに特攻をかけるリーンホースJr.を阻止するため、ブリッジをつぶしたものの阻止には失敗する。
漫画『機動戦士クロスボーン・ガンダム ゴースト』には特殊能力育成部隊「ゴールデン・エッグス」所属機として、全身金色の機体が登場している。

### ジョング
漫画『機動戦士Vガンダム外伝・脱出計画編』および『機動戦士クロスボーン・ガンダム ゴースト』に登場。
ジオン公国軍のMS「ジオング」の機体コンセプトを参考に、U.C.0150年代の技術で発展・再現した機体。ジオングと同様に脚部はなく、頭部と胸部・腕部・下半身と分離してのオールレンジ攻撃が可能（下腕部のみの分離も可能）。腕部のビーム砲は4連のビーム・サーベルとしても使用できる。

### ビブロンス
漫画『機動戦士クロスボーン・ガンダム ゴースト』に登場。型番未収得のテスト機で、ブルッケングと同様アインラッドを固定装備したMS。外観は長い尻尾と双頭が特徴。尻尾の先端は近接戦用クローとなっており、背部のソケットに接続することでアインラッド形態に変形する。双頭はセンサーではなくビーム砲の砲塔で、本来の頭部は双頭の間に胴体と一体化している。アインラッドの直径を抑えたことにより、本体がサイドに大きくはみ出たが、シールドによる防御ではなく、フレキシブルに稼動するビーム砲による攻性防御を行なっている。
本機は『ガンダムエース』の企画『サーカス部隊MS募集』で長谷川賞に選出された作品で、名称は投稿者の命名である。
劇中での活躍
地球浄化作戦終了後に取り残されたザンスカール軍地上部隊のMSとして登場。宇宙に上がるための艦艇を確保するため、交渉に必要な人質を確保すべく市民が避難しているスタジアムを襲撃するが、シーブック・アノー搭乗のクロスボーン・ガンダムX-0と主人公フォント・ボーが鹵獲したゲドラフとの連携により撃破される。

### ブルッケング
ベスパが開発した地上用量産型MS。機動性と防御力向上のためアインラッドを標準装備した機体。アインラッドは機動性・攻撃力双方で十分な有効性を示したものの、無人であるがゆえにMS本体との連携を崩された際は敵により破壊・鹵獲等される弱点を持っていた事から、MS本体とアインラッドを一体化させた本機が開発された。ゾロアットをベースとしており、頭部センサー類の機能強化と格闘戦能力を向上させている。地球クリーン作戦に試作機が投入され、その後宇宙用の機体が開発、量産され、エンジェル・ハイロゥの防衛に使用された。尚、隊長機には角状のアンテナが追加される。
武装・装備
ビーム・ライフル
砲身が後部にあるブルパップ方式のライフル。
ビーム・サーベル
標準タイプのものを装備。
アインラッド
重量や格納の都合を考慮し、軽量化及び折り畳み式として新設計された本機専用のアインラッド。腰部周辺を周回可能なジョイントを介し背面に装備され、必要に応じて展開・搭乗する。フルサイズのアインラッドに比べ破壊力は低下している。宇宙用のものには内周に沿って機動制御用のスラスターが増設されている。
第42話においては分解した状態で飛ばすことで敵機を捕捉する場面も見られる。
ミサイルポッド
肩部にアインラッドと共通のものを装備したデザインもみられる。

劇中での活躍
地球浄化作戦の終了間際にラステオ艦隊へ配備され、ルペ・シノの最後の搭乗機となる。アインラッドの機動力を生かし、連邦軍/リガ・ミリティア連合艦隊を強襲し旗艦ジャンヌ・ダルクへ肉薄するなどの戦果を挙げるが、エンジェル・ハイロゥ近郊での戦闘時にV2ガンダムに挑み敗れる。その後ウッソに拒まれたルペは、被弾したブルッケングをラステオから出撃しようとしたピピニーデンの乗るMAビルケナウへと取り付かせ、ビルケナウとラステオを巻き添えにして爆散する。
その後、量産機がエンジェル・ハイロゥ攻防戦にいたるまで登場を続けている。

### ミダス
漫画『機動戦士クロスボーン・ガンダム ゴースト』に登場する、キゾ中将が極秘に自身専用に開発した高性能MS。機体名は『ギリシア神話』に登場する「ミダース王」に由来する。『ゴースト』作中ではザンスカールと木星帝国が技術的に交流があった
とされているため、その設計はザンスカール系MSと木星系MSの折衷案に近く、2系統のMS技術の収斂進化によって誕生したMSと言える。全身を金色の耐ビーム・コーティングに塗装し、ジェネレーター出力は（二基搭載のザンネック以外で）ザンスカール製MSのトップを誇る。この値を越えるのは、連邦・リガ・ミリティア機を視野に入れてもV2ガンダムのみという、高出力である。
ミダス専用武装の「帝王の錫杖（カイザー・スタッフ）」は、瞬時に変形することで射撃戦と接近戦の両方に対応する。両形態ともビーム発生基部を高速回転させる、「サーカス」所属のデスフィズのビーム・ファングやガラハドのチェーンソー・ライフルと同系統の発想が見られるが、機体の高性能ジェネレーターからエネルギーを直接供給しており、一撃辺りの威力は他の一般的なMSの武装より格段に強力である（この方式のため、他の機体が装備しても使用はままならない）。このため劇中では、クロスボーン・ガンダムX-0フルクロスが使う武装「クジャク」でさえ貫けなかったアインラッド外輪を破壊して見せている。両手の指先から発するビーム・クローも、「帝王の錫杖」同様に本体からエネルギーが供給される方式であるため、一般的なビーム・シールドでは防げないほどに高圧な装備である。防御面ではやはり「クジャク」の至近距離斉射を防ぐほど強固なマント状のビーム・シールドを備え、機動力においてもスラスター噴射のみで（完成度が低いとは言え）ミノフスキー・ドライブ搭載機であるファントムすら凌駕すると、隙のない性能を見せる。
そして、このMSの真価といえるのが、MSを強制停止させる頭部から放つ光「ミダス・タッチ・フラッシュ」である。これは新兵器開発部隊「ゴールデンエッグス」が古いMSの研究をする中で、MSの基礎OSに存在したある種の“バグ”を偶然発見したことに端を発する。これは、一定の光の明滅パターンがMSの視覚センサーから侵入し、運動プログラムに機能停止の指令を受けたと誤認させるものである（この効果は複雑な駆動制御プログラムを備えるMSに限定され、戦艦や戦闘機には影響はない）。いわば一種のコンピューター・ウイルスであり、U.C.153年時点では有効なワクチン・ソフトはまだ存在しない。使用すれば自機も感染するため、木星系とザンスカール系の2系統の視覚センサーを高速で切り替えることでウイルスを無効化している。この兵器の名前の由来も、ミダース王の触れるもの全てを黄金に変える能力「Midas Touch」に由来する。戦場をたった一機のための“狩猟場”に一瞬で変えてしまえるこの機能の実現が、キゾ中将の野望を実行へ移させるに至る要因の一つとなったとされる。

### メッメドーザ
ベスパが開発した試作MSの内の1機で、MSによる空中戦闘を主眼に置いている。
地球降下作戦の折、地上用MSを投入したことで様々な諸問題が浮上した。その中でも移動手段としてビーム・ローターを装備した際に腕部の自由度が減少するという問題が顕著であり、実際に現場からもビーム・ローターの機動性の低さに対して指摘が起きていた。メッメドーザはその問題点を解消するための装備をテストするために製作された。シャッコーやゴッゾーラなどの地上用試作MSが設計のベースになっている。従来のビーム・ローターによる腕の動作の制約を、取り付け位置を両肩に移動することにより解消し、また指摘されていた機動性については両脚部内に新開発の熱核ジェットエンジンを搭載して解消する方法をとった。画期的な設計とも評されたが、アーティ・ジブラルタルに配備された試作機が一つ存在するのみで量産化はなされなかった。
武装・装備
ビーム・ローター
両肩に装備。
ビーム・シールド
左腕に装備。
メガ・ビーム・ガン
両肩に装備。
メガ・マシン・キャノン
胸部に装備。

劇中での活躍
ファラ・グリフォンを宇宙に戻すためにアーティ・ジブラルタルへ進駐したイエロージャケットがリガ・ミリティアの部隊と遭遇したために本機を投入。パイロットはピピニーデン隊のクワン・リーである。強力な火器と高い機動力でリガ・ミリティアの部隊を圧倒する。マスドライバーの破損を身をもって守ったケイトのガンイージのコクピットを潰したが、その行為に激昂したウッソのVガンダムに格闘戦の末、本機のコクピットを潰されている。

### リグ・リング
ゲーム『SDガンダム GGENERATION-0』で登場したMS。MA級の大型MSで、エンジェル・ハイロゥから発信されるサイコウェーブを共鳴・増幅して地球圏全般に行き届かせる為のアンテナの役割を担う。内蔵された小型リング・サイコミュにより、単体でも低出力のサイコウェーブ放出は可能。両腕はショットクローで、分離して攻撃を行う。

## MA

### カオスレル
漫画『機動戦士クロスボーン・ガンダム ゴースト』に登場する、キゾ中将が極秘に開発したサイキッカーのマリア・エル・トモエ専用巨大MA。
金色の耐ビーム・コーティングで塗装された全身のその大きさは全長200mにも達する。木星帝国で試験的に製造された、戦艦にMSの技術を応用し駆動アームを装備した「モビルシップ」に近いカテゴリーの機体といえる。ザンスカール軍から離脱したエル・ザンスカール軍の旗艦としての役割と、キゾ中将の駆る専用MSミダスの母艦としての役割を併せ持つ。自身の戦闘時にはMA形態へ変形する。フレキシブル・アームの関節に左右4門ずつの計8門、頭部には大型ビーム砲2門と大火力を誇る。フレキシブル・アームは軸回転が可能なため、関節部のビーム砲は状況に応じて腕の内側にも外側にも向けることができる。また、掌が棘状のクローになっており接近戦時には相手を掴んで攻撃できる他、この棘は下記の他機体を隷属させ操る際のコントロール波を放射・増幅する機能も備える。
だが、当機体の最大の機能は、宇宙細菌「エンジェル・コール」を内包する無数の遠隔操作オールレンジ兵器「ギムレット・ビット」を敵MSに打ち込み、宇宙細菌を流し込み敵機パイロットを融解・細菌化、そのMSをサイコミュ受信装置として隷属させ“死者の軍団”として遠隔操作することにある。支配下に置かれたMSは、機体そのものが宇宙細菌をコクピット内に内包する「細菌爆弾」となる。キゾ中将の操縦するミダスの機能「ミダス・タッチ・フラッシュ」で敵MSが強制機能停止に陥った後でならば、カオスレルの“死者の軍団”を生み出す効率も更に向上する。
エンジェル・ハイロゥのコア選抜には敗れたとは言え、充分に強力なサイキッカーであるマリア・エル・トモエがメインパイロットを務めるのに加え、彼女に隷属する12名のサイキッカーがサブパイロットとして搭乗している。トモエの感応波をサブパイロットらでより増幅させており、理論上では最高120機のMSを隷属・操作可能である。ギムレット・ビットにはサイコミュ受信装置が搭載されているのみで、MSの遠隔操作に必要な機材はカオスレル本体に内蔵され、カオスレルの巨体の総質量の約4割はこのシステムによるものである。また、ギムレット・ビットは推進する直線方向への貫通力は非常に高いが、横からの衝撃には極めて弱く、わずかでも軸線にズレが生じれば容易く分解される。

### ガリクソン
ザンスカール帝国ベスパ所属の試作兵器で、分類上はMAとされる。大型バイク状の機動兵器で、モトラッド艦の機構試作のデータを収集するため開発された。単体での戦闘力はさほど高くないものの、部隊運用で真価を発揮。高い不整地踏破能力を有し、高速走行による戦闘を得意とする。一方で飛行能力は持たないため、長距離移動は輸送艦に頼る。パイロットは操縦担当と司令・兵装担当の二人乗り。
劇中での活躍
地球上での軍事活動において、ベチエンに終結したリガ・ミリティアを襲撃し護衛についていたジェムズガンを殲滅したほか、急勾配の崖を難なく移動し、高スピードで減速することもなく標的であるVガンダムを狙撃していた。パイロットの素養をダイレクトに反応させるポテンシャルを保持するバイク・タイプのマシンであり、ザンスカール帝国の誇る索敵力に秀でた機体である。
複数のガリクソンによる波状攻撃力に言及するなら、パイロットのドゥカー・イクの劇中での台詞に「バイク乗り魂を見せてやる!」とあるが、その言葉に嘘はなく、Vガンダムをも撃破寸前に追い込む。
後に地球ローラー作戦の名目でガリクソンを大型化した超重量級の戦艦が登場するが、ガリクソンの細やかな機動性とは反比例する物だった。

#### 戦斗バイク（戦闘バイク）
ベスパの開発した2輪型の陸戦兵器。ガリクソンの試作型であり、より小柄な1人乗りの戦闘車両である。型式番号は不明。名称は「戦斗バイク」としている資料と「戦闘バイク」としている資料があり、表記は揺れている（読みはいずれもせんとうバイク）。
ガリクソン導入以前からガッダール隊において運用されていた機体で、ガリクソンとともに連携運用される。Vガンダムのバルカン砲の直撃に耐えるなど装甲は戦闘車両としては厚めだが、MSの火力相手の場合はほとんどの攻撃が致命傷となる。コクピットはガリクソンと異なり視界確保はすべてモニター越しに行われる。計器類は甲型、乙型で若干異なる。
甲型
ガッダール隊の中核をなしている、キャノン砲とガトリング砲を備えたタイプ。主に軽装甲車両やトーチカなどの施設攻撃用として設計されているが、MSなどに対抗するだけの能力も秘めている。
乙型
甲型よりもやや小型で、2門の速射機関砲を主兵装としたモデル。センサー、ライトとホバーノズルを備えている。設定上では全高はパイロットと同程度である。対人・対地用として設計された。

### ドッゴーラ
ベスパの開発したMA。全長が370mにもなる大型MAで、龍を模した形態を持つ。
最大の特徴はテールラッドと呼ばれる機体後部で、各8基の姿勢制御用バーニアを備えた独立起動可能なコンテナユニットとなっており、損傷を受けた部分を切り離してダメージコントロールを行う。また、テールラッドを複数のユニットに分割してのドッゴーラ単機によるフォーメーション攻撃、車輪状にして敵機を拘束するなど、使用法は多様である。総合的な戦闘力は1個中隊に匹敵するといわれる。宇宙用のほか、機体色がオレンジの水中用も存在する。
武装
如来宝珠型ビーム砲　/ ビーム砲
テールラッドの10本5対のアームユニットに装備。発砲時は球が発光する。
ミサイル・ランチャー
胸部に装備。
腕部ビーム・ガン
本体手首部に装備。
テール・ビーム・ガン
尾部(テールラッド最先端)に装備。
その他
ブロッホ機には雲の形をしたダミーバルーン機雷が装備されていた。

劇中での活躍
モトラッド艦隊に配備され、第32話で初登場。ブロッホが駆る緑色の機体は長大なテールラッドと火力で追撃するリガ・ミリティアを翻弄するが、本体部に取り付かれて撃破される。続く第33話ではルペ・シノ搭乗のオレンジの機体が登場。海中で圧倒的な攻撃力を見せつけ、海底都市アンダーフックに大きな被害をもたらすが、海上におびき出されて撃破される。
漫画『機動戦士クロスボーン・ガンダム ゴースト』では、キゾ中将支配下のマリア・シティを包囲、殲滅するためザンスカール本国から派遣された部隊に、1機が投入されている。本作では空中を泳いでいるかのように柔軟に飛行するが、何らかのシステムが追加されているのかは不明。

#### ドッゴーラ改
漫画版『Vガンダム』に登場する、装甲にバリア・コーティングが施された機体。クロノクル・アシャーの最後の機体としてウッソのV2ガンダムと最終決戦を繰り広げる。「全身がビームそのもの」「星さえも砕く」とクロノクルが語ったこのバリア・コーティングは機体の周囲に光の膜が描かれ、体当たりで巨大な隕石を粉砕し、エネルギーを放射する描写がなされている。

#### ドッゴーグ
スマートフォン用ゲーム『機動戦士ガンダム U.C. ENGAGE』の「クロスオーバーUCE」に登場。CPU専用機でプレイヤーがユニットとして入手する事は不可能。
ドッゴーラの強化発展型。

### ビルケナウ
ベスパが試作した、宇宙用の戦闘指揮官用重攻撃MA。機体名の「ビルケナウ」とはドイツ語で「白樺の森」の意（さらに旧世紀の悪名高き強制収容所の名前でもある）。機体サイズはMAとしてはそれほど大型ではなく、アドラステア級戦艦のMS用設備で整備が行えるように設計されている。優れた機動性を駆使して短時間で戦域に到達し、複数の武装により距離帯を問わない戦闘を行うだけでなく、戦闘指揮用として製造されているため、充実した探知・情報管制能力を有する。
戦場へ迅速に到着し一機で複数のMSを相手にすることも可能としており、遠距離戦用の兵器としてメガ粒子砲やメガマシンキャノンを、近接での格闘戦への対応として両翼の先端に大型のクローアームを装備している。機体各所にハードポイントを備えており、オプションの運用も想定されている。アドラステア級ラステオにてほぼ完成段階にあった試作機が、テストを兼ねて出撃しようとしたところで事故に遭い喪失したため、所定の性能を発揮する機会は無く終わっている。
武装
メガ粒子砲
前方に大きく突き出た、中・長距離攻撃用の高出力ビーム砲。フォーク状の先端は、ビームの起動を決定するメガ粒子偏向機と思われる。
メガ・マシン・キャノン
メガ粒子砲の一段上に固定された大口径機関砲。連射性が高く、制圧射撃、迎撃、敵機の接近阻止などを想定した火器と思われる。
クロー・アーム
上下の「翼端」に搭載する収納・展開式の近接格闘兵装。ビーム式ではなく金属製（またはセラミック系素材）の鉤爪である。機動性を活かしてすり抜けざまに目標を切り裂く、一撃離脱戦法用の武装と思われる。
触角型ビーム・サーベル
フレキシビリティに長けた触角型アームの先端に、ビーム・サーベル・エミッターを搭載した近接格闘兵装。機体上面や正面に敵機の肉薄を許した際、対処するための装備と考えられる。
劇中での活躍
エンジェル・ハイロゥ攻防戦の前哨戦で、アルベオ・ピピニーデン自らが搭乗し「士気高揚のため」にヘルメットも被らず出撃しようとしていたが、被弾してラステオに帰投したルペ・シノのブルッケングの爆発に巻き込まれ、誘爆し失われることとなる。これによりピピニーデンも死亡（同時にピピニーデン艦隊旗艦ラステオも撃沈）、本機も実力を見せることなく、その能力は未知数のまま終わっている。
漫画『機動戦士クロスボーン・ガンダム ゴースト』には、木星共和国の特殊部隊「サーカス」のジャック・フライデイが操縦するデスフィズに撃破された残骸と、キゾ中将が搭乗する機体が登場する。後者は試作機であるビルケナウの更にテスト機という設定であり、地上用にカスタマイズされているためスラスター形状が異なる。加えて全長・全高共に『Vガンダム』登場の機体から倍近く大型化している。キゾ中将が操縦したこの“地上用ビルケナウ”は、一騎当千機を名乗る「サーカス」の特殊MSを含めた敵対MS複数体を、単機で同時に相手取る活躍を見せている。

### リカール
ベスパの戦場視察・中距離支援を目的とした大型MA。その形状からリガ・ミリティアのメンバーからは「フライパン」の俗称で呼ばれる。機体中央にゾロ用のジェネレータを2基搭載し（仕様が異なるのか1基あたりのスペックはゾロに比べて若干低い）余裕のある推力を確保したことで、高速飛行が可能。飛行にミノフスキー・クラフト関連技術を用いているかは不明だが、機首方向とは別方向に推進することもでき、外観よりも運動性は高い。コクピットのキャノピーに3名分、その後ろにも12名分の乗員用キャビンを備えている。前線における（高速）移動司令部、されには中～長距離の火力支援といった運用が想定されている。このため、ラゲーン基地司令時代のファラ・グリフォンは本機を積極的に用い、最前線で戦闘を行う傍ら情報収集、指揮を執っている。
なお、本機のコクピットは一般的なMSやMAのように装甲化はされておらず、航空機タイプの風防キャノピーであり、直接目視による確認が容易である。しかし戦闘中に至近距離で爆発した敵機の残骸が直撃してキャノピーが粉々に割れるという事態も起きているため、従来のMAのように直接的な近接戦闘は考慮されていない可能性がある。上述のキャビン後端部は脱出ポッドを兼ね、緊急時には期待から切り離せるため、ファラの搭乗時、戦闘のダメージで海上に不時着した際、この機能により彼女は難を逃れている。
武装
メガ粒子砲
「フライパン」の呼称の元となった、機体中央に装備する長砲身のメガ粒子砲。本来は最前線ではなく後方からの支援砲撃により、味方の火力支援を行うのがコンセプトだが、ファラはメッチェの操縦により最前線でリカールを運用している。構造上射角が制限されるが、本機は高速飛行だけでなく横にスライドするような戦闘機動を行うため、実戦での運用にはそれほど支障はない。
ビーム・キャノン
敵機に接近された場合に使用する。
劇中の活躍
ベスパの前線基地であるラゲーン基地指令、ファラ・グリフォンの座乗機として登場。パイロットはファラの腹心であるメッチェ・ルーベンスが務める。高い航続距離と機動力を生かしてリガ・ミリティアと幾度も渡り合うが、アーティ・ジブラルタルをめぐる戦いのさなか被弾し、メッチェによりファラを脱出させた直後に機体は爆散し、パイロットともども喪失している。
漫画『機動戦士クロスボーン・ガンダム ゴースト』では武装を取り払い、機体下部に本体よりも巨大なコンテナを装備した輸送機として登場。

## その他

### オーバーヘッドホーク
ベスパが開発した大気圏内での哨戒や偵察を主目的とする航空機。有効視界を確保するために上部に突出した操縦席やその左右から後方に伸びた尾翼など、かつてジオン公国軍が使用していたドップに似た特異な形状となっている。
哨戒機のため武装は最低限に絞られ、胴体にある2門のバルカン砲と操縦席後部の2連機銃のみとなっている。操縦席は飛行時のみ上部に突出した形となり、着陸時は前部にスライドし格納される。
劇中の活躍
劇中12話及び39話に登場。12話ではアーティ・ジブラルタルへ向かうリガ・ミリティアの輸送機を捕捉し所属を求めるも、ウッソの搭乗するトップ・ファイターとのドッグファイトとなり、弾切れを起こし撤退している。39話では停戦協定を破ったマチス・ワーカー部隊所属機が、ラゲーン基地の武装解除監視に立ち寄ったホワイトアークの状況を本隊へ伝えている。

### ココロム
対人用のパトロールロボット。ザンスカール帝国のアメリアコロニーにて、外壁と内壁の間にある作業ブロックに配備されている。不審者を確認すると自動的に追尾し、装備されたスタン・スティックで攻撃を行う。移動はレールに沿ってベルト駆動で行われるが、軌道を外れると機能が停止する弱点がある。第23話、第24話に登場する。

### サンドージュ
サンドージュ社が製作したモビルワーカー。劇中では2機が確認されている。
コロニーの外壁作業のために開発された。コロニー外壁をその手足によって鋭利に歩き回り、使いようによってはMSに匹敵するパワーを発揮する。胴体にあるメイン・コクピットのほか、2本のメイン･アームがある左右の肩部にもサブ・コクピットがあり、それぞれに操手が乗り込むことでより複雑な操作が行える。複座となった経緯としては使用している制御コンピュータが軍用より処理性能が劣り、マニピュレータの制御が困難であったためといわれる。劇中23話では両腕が肩部のサブ・コクピットごと本体から分離し、独立可動する機能を見せている。
武装
ビーム・ランチャー
軍の放出品となっていた旧型装備にサンドージュ社で手を加えたもの。
オンリー・ネイル
マニピュレータに装備されている作業物資の固定用に使用されるアンカー。バーニアを備えており、本体から切り離して展開し、目標に固定することが可能。
ビームストリングス
ゾロアットに装備されているものと同型の電磁ワイヤー。軍用装備であり、サンドージュ社がどのような経緯で入手したかは不明。
ワイヤー・ビームガン
本体尾部に装備されたビーム兵器。

劇中の活躍
「サンドージュ社」社長ズブロフ自ら、ザンスカール本国のアメリア外壁でサンドージュのテストを行っていた際に、リガ・ミリティアが接近していることを知り、本機をベスパに売り込む目的で、首都防衛に当たっていた学徒兵と共に搭乗し、単機でVガンダムに仕掛ける。機体のトリッキーな特性を生かして追い詰めるが機体は全ての足を切断されて撃破される。その後、短期間で機体を修復してビームストリングスなどを使って再度Vガンダムに挑むが再び撃墜される。
なお、アニメオープニングでは機体色が違うサンドージュが登場する。
漫画『機動戦士クロスボーン・ガンダム ゴースト』では、宇宙細菌「エンジェル・コール」に関する機密情報を知るフォント・ボーの確保のためサイド3へ複数投入されるが、木星の特殊部隊「サーカス」のジャック・フライデイが搭乗するデスフィズによって撃破される。